# Anamanaguchi
Anamanaguchi es una banda estadounidense de música pop, chiptune y rock formada en Nueva York en 2004. La banda está formada por 4 miembros: Peter Berkman y Ary Warnarr como escritores y guitarristas, James DeVito como bajista y Luke Silas como baterista. La banda es conocida por sus mezclas de géneros musicales, en las que se mezcla géneros como el chiptune, el nintendocore y el bitpop, con géneros musicales más tradicionales, como el pop y el rock; así como composiciones musicales usando hardwares de videoconsolas de la década de los 80,  como es por ejemplo la NES y la Game Boy.
El origen de la banda no está claro. En una entrevista Berkman mencionaría que el origen del nombre «Anamanaguchi» vendría luego de que uno de los miembros empezaría a hablar como Jabba. En otras ocasiones, la banda explicaría que el nombre provendría de los lugares en las que los miembros trabajaban, Armani (Berkman y DeVito), Prada (Warnaar) y Gucci (Silas) mientras ellos estudiaban moda en el Parsons School of Design (aunque tres de los cuatro miembros estudiarían música en la Universidad de Nueva York). La gente comenzaría a llamarlos como «Armani-Prada-Gucci boys», apodo que posteriormente se modificaría a «Anamanaguchi».

## Carrera musical

### 2006–2009:Power SupplyyDawn Metropolis
La banda se formaría en Chappaqua en el estado de Nueva York en la que Peter Berkman y James DeVito serían compañeros de clase. La primera aparición de la banda ocurriría en enero de 2006, en «Cake Shop» en Nueva York, y a través de shows como Pulsewave NYC, en la que comenzarían una relación con la discográfica 8bitpeoples, y con la que posteriormente publicarían su primer EP, «Power Supply» en agosto de 2006. La canción «Helix Nebula» aparecería como tema principal del podcast de GamesRadar+, TalkRadar.
Peter Berkman se reuniría con Ary Warnaar en la Universidad de Nueva York en la que ambos estarían estudiando Tecnología Musical. En 2009 Ary Warnaar y Luke Silas se unirían a la banda, con la que publicarían su segundo EP, «Dawn Metropolis». El álbum sería lanzado al aire junto a un sitio web que incluía diferentes videos musicales animados, hechos en colaboración con David Mauro y Paris Treantafeles.[cita requerida]
La canción de Dawn Metropolis titulado «Jetpack Blues, Sunset Hues» sería el tema principal del podcast de Chris Hardwick, The Nerdist Podcast. En noviembre de 2013, la propia banda haría aparición en el podcast de Hardwick.

### 2010–2012:Scott Pilgrim vs. the Worldysummer singles
En 2010, la banda sería contratada por la empresa Ubisoft para componer y adaptar la banda sonora para el videojuego «Scott Pilgrim vs. The World: The Game». La banda sonora sería publicada en Amazon y iTunes por la compañía discográfica ABKCO Records el 24 de agosto de 2010; la banda sonora entraría en la lista musical de Billboard, Top Heatseekers apareciendo en el puesto número 3 de esta. En el verano de 2010, la banda comenzaría a publicar una serie de sencillos en su sitio oficial, estos sencillos serían publicados junto a una animación en formato GIF, hechos por artistas como Paul Robertson y Ryder Ripps; cuando los sencillos comenzarían a salir al aire de manera física, vendrían con una impresión lenticular para dar el movimiento al GIF que se usó en el sitio oficial.

### 2013–2015:Endless Fantasy

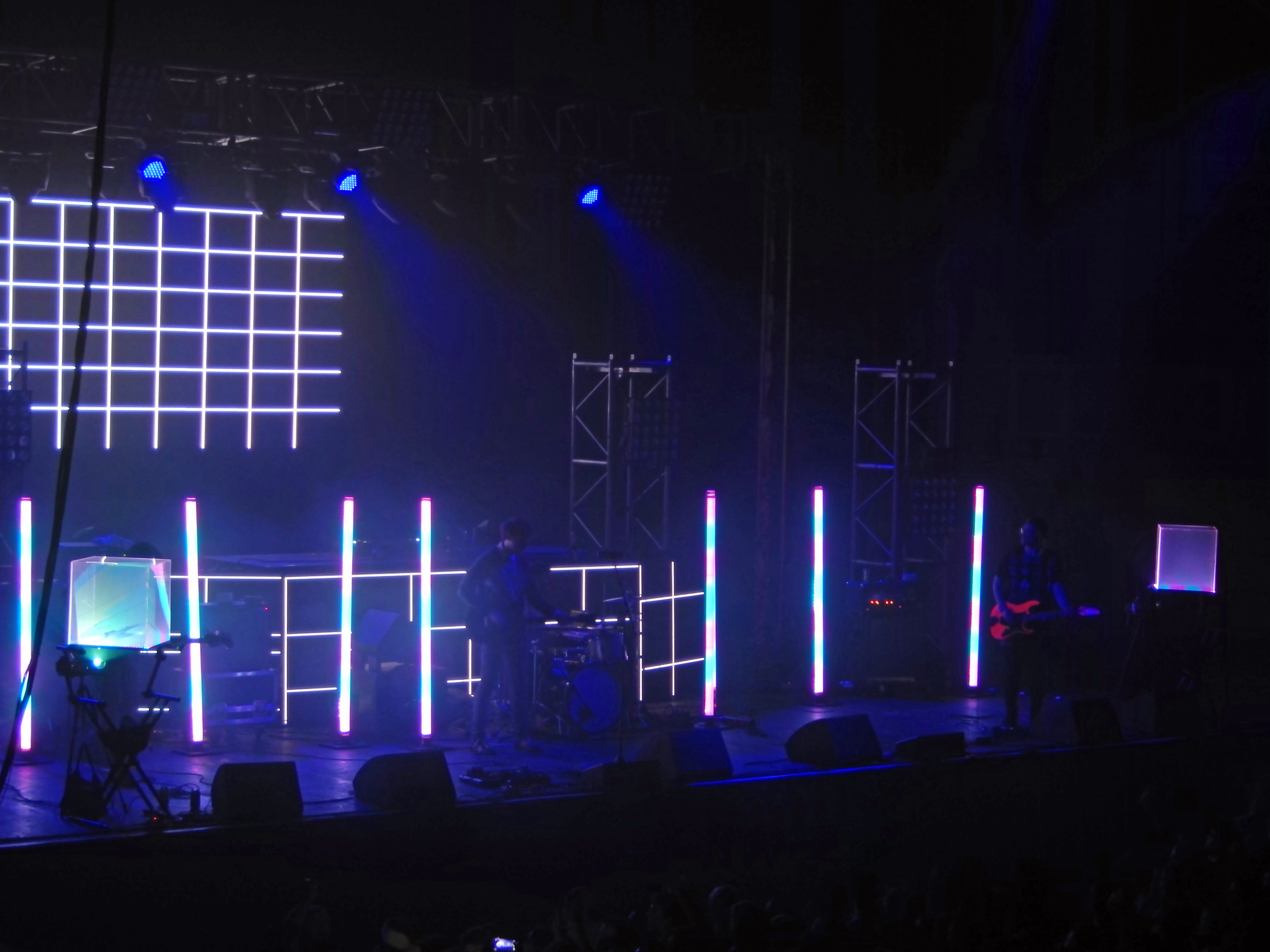
Anamanaguchi en un concierto en Aragon Ballroom en Chicago, 14 de diciembre de 2013.

El 3 de mayo de 2013, Anamanaguchi publicaría un proyecto en Kickstarter para el álbum «Endless Fantasy», en tan solo 11 horas de publicado el proyecto, este recibiría un total de 50,000 dólares en donaciones; al final del proyecto tendría contribuciones de 7,253 personas, que donarían un total de 277,399 dólares, haciéndolo uno de los proyectos de Kickstarter que recaudó más fondos en ese entonces, por detrás del proyecto de Kickstarter de Amanda Palmer.
Anamanaguchi sería invitado para aparecer en el programa, Late Night with Jimmy Fallon el 17 de junio de 2013, en el programa tocarían la canción «Endless Fantasy» del álbum homónimo. El 19 de junio de 2014, la banda publicaría su sencillo «Pop it» en colaboración con una artista que, en ese entonces, era desconocido. La canción denotaría un cambio en el estilo de la banda, ya que la canción no presentaba ningún elemento proveniente del chiptune, ni instrumentación tradicional. La revista Entertainment Weekly mencionaría  a la canción como «glitchy electronic flourishes and relentlessly bubble gummy vibe» (traducido: «florituras electrónicas defectuosas y un ambiente gomoso de burbujas implacable»), así como comparaciones con la artista, Kyary Pamyu Pamyu. En septiembre del mismo año, la canción «Pop it» aparecería en un comercial de Target y a mediados de 2015, la canción aparecería en un comercial de Taco Bell. El 24 de noviembre de 2014, se revelaría el nombre y la cara de la cantante que participó en la canción «Pop it», siendo su nombre «Meesh彡☆».
El 21 de noviembre de 2014, Anamanaguchi anunciaría que estaban trabajando en su tercer álbum, titulado «[USA]» y que se publicaría en 2015, la banda también declararía que el álbum no contendría chiptune. Luego de problemas la publicación del álbum se pospondría por un tiempo no revelado, y se publicaría en 2016.

### 2016–Presente:Capsule Silence XXIVy[USA]
El 28 de marzo de 2016, la banda lanzaría al aire un videojuego titulado «Capsule Silence XXIV», videojuego que contendría 30 canciones originales hechas por Anamanaguchi. La banda «filtraría» el juego de manera gratuita luego de iniciar una falsa polémica en su cuenta de Twitter con la empresa desarrolladora del juego, NHX, el cual, también era falso. El videojuego también contiene un video no publicado «únicamente para Japón», así como diferentes easter eggs. En mayo de ese mismo año, la banda haría aparición en la Miku Expo de 2016, apareciendo como teloneros, finalizando en un show de 2 eventos en Hammerstein Ballroom en Nueva York. La banda regresaría a escena en la Miku Expo, tocando la canción «Miku» junto a Hatsune Miku. La banda sonora del videojuego «Capsule Silence XXIV» sería publicada en 2 diferentes álbumes, titulados: «Capsule Silence XXIV (Original Soundtrack Vol. I)» publicado el 21 de diciembre de 2016 y «Capsule Silence XXIV (Original Soundtrack Vol. II)» publicado el 13 de octubre de 2017.
El 19 de octubre de 2017, Anamanaguchi anunciaría que debutarían usando música de su tercer álbum, «[USA]», en un show en vivo en Brooklyn, Nueva York, el 10 de noviembre, el debut se transmitirían mediante su cuenta oficial en Twitch.
El 18 de octubre de 2018, la banda aparecería en el festival musical «Coalchella», un festival musical hecho totalmente en un servidor de Minecraft, la música sería retransmitida mediante radios online. El 12 de enero de 2019 la banda aparecería en «Fire Festival», otro festival musical dado en un servidor de Minecraft, organizado por Open Pit Presents, misma empresa que organizó «Coalchella». En los minutos finales del festival musical, Peter Berkman revelaría en el chat del servidor que su tercer álbum de estudio, «[USA]» había sido finalizado y que habría «NEW MUSIC [in] 2019» (traducido: NUEVA MÚSICA [en] 2019). Anamanaguchi aparecería una tercera vez en el festival «MineGala» organizada por Open Pit el 14 de septiembre de 2019.
En un video publicado el 20 de agosto de 2019 en el canal de YouTube de la banda, Anamanaguchi declararía que el lanzamiento de «[USA]» sería el 25 de octubre, y sería publicado por Polyvinyl Record Co.. Poco después, la banda anunciaría que la gira musical de «[USA]» habría sido originalmente planeado para 2020, pero se pospondría a 2021 debido a la pandemia de COVID-19.
El 16 de noviembre de 2021, la banda publicaría el sencillo «Water Resistant» junto al artista 8485 bajo la discográfica Monstercat en celebración de en ese entonces próximo juego de móvil, Rocket League Sideswipe. El 30 de noviembre de 2021, la banda lanzaría su sencillo, titulado «Dreams» junto a Flux Pavilion, sencillo que también sería usado en Rocket League Sideswipe y que sería publicado en la banda sonora oficial junto a «Water Resistant». El 20 de enero de 2022, Anamanaguchi publicaría un cover de la canción «Hopes and Dreams» usado en el videojuego Undertale, luego de haber participado en la gira musical «Scott Pilgrim vs. The World: The Game Soundtrack: The Tour». El propio creador del videojuego, Toby Fox declararía que la inspiración de «Hopes and Dreams» sería precisamente, Anamanaguchi.

## Estilo musical e influencias

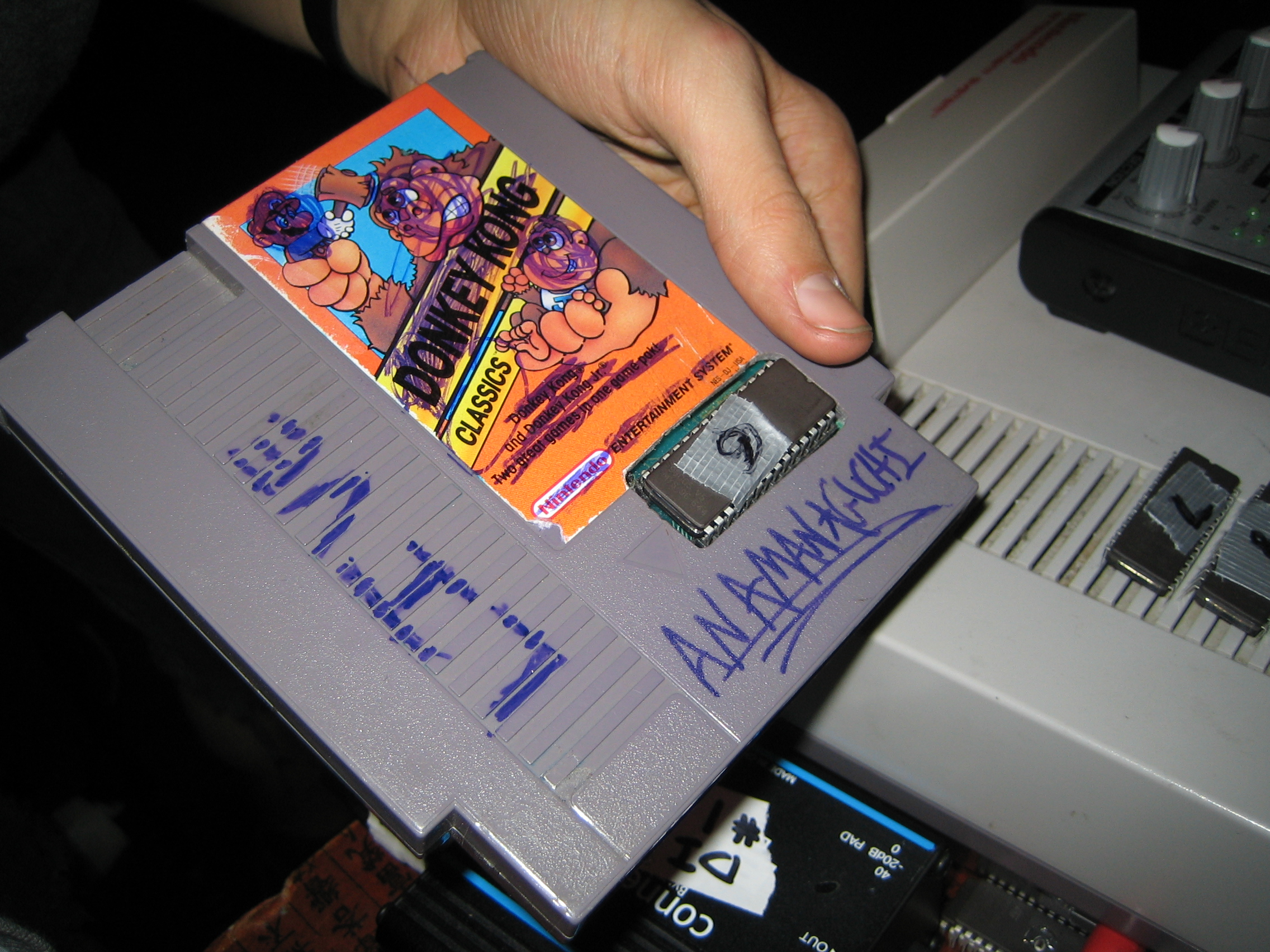
Fotografía de un cartucho de Donkey Kong modificado por Anamanaguchi, pegado al cartucho, se puede ver un chip.

Estilísticamente, Anamanaguchi es caracterizado por la cantidad de géneros musicales que producen, de entre los que destacan la música electrónica, el pop, el rock, el bitpop, el chiptune, el punk, el indie rock, el electrorock, y el electropop.
Peter Berkman declararía que su música no solamente estaba influenciada por la música de videojuegos y que gran parte de ella está inspirada en «simples cosas pop, como Weezer y The Beach Boys», sino que también estaba influenciado por artistas como Janet Jackson, Yasutaka Nakata, Koji Kondo, Elliott Smith y DragonForce. Berkman también habría declarado que sus 3 principales influencias en orden serían «Tim & Eric por su humor absurdo, música japonesa y videojuegos.»
“El interés de Berkman por la cultura pop japonesa es la raíz de su interés por los videojuegos.”
Anamanaguchi ha tenido colaboraciones con artistas virtuales, de entre los que destacan Hatsune Miku y Pochi.

## Discografía
| Título          | Detalles de álbum                                                                               | Posición      | Posición | Posición    | Posición    |
| Título          | Detalles de álbum                                                                               | Billboard 200 | D/E      | Heatseekers | Independent |
| --------------- | ----------------------------------------------------------------------------------------------- | ------------- | -------- | ----------- | ----------- |
| Dawn Metropolis | - Lanzamiento: 3 de marzo de 2009 - Sello: Normative - Formatos: CD, Descarga digital, Vinilo   | –             | –        | –           | –           |
| Endless Fantasy | - Lanzamiento: 14 de mayo de 2013 - Sello: dream.hax - Formato: CD, Descarga digital, Vinilo    | 102           | 2        | 1           | 21          |
| [USA]           | - Lanzamiento: 25 de octubre de 2019 - Sello: Polyvinyl - Formato: CD, Descarga digital, Vinilo | 63            | –        | 3           | 7           |